# Shadow of the Day
Singles de Linkin Park
Bleed It Out
(2007) Given Up
(2008)
Pistes de Minutes to Midnight
Bleed It Out What I've Done
Shadow of the Day est le troisième single de l'album Minutes to Midnight de Linkin Park, sorti le 16 octobre 2007. C'est le seul single de l'album à se hisser dans les charts français, atteignant la 20ème place et restant 21 semaines au total

## Structure de la chanson et informations contextuelles
Le groupe a expérimenté plusieurs versions différentes de la boucle de clavier, avant de se décider pour celle utilisée dans la version finale. Le chanteur Chester Bennington a expliqué qu'ils ont utilisé plus de 60 rythmes différents pour cette chanson jusqu'à ce qu'ils trouvent celui qui convenait. Ils ont également utilisé différents types d'instruments, comme des banjos au début, en expérimentant différents styles jusqu'à ce qu'ils trouvent quelque chose qui convienne au morceau.
"Shadow of the Day" utilise comme "Breaking the Habit", des échantillons d'enregistrements d'ensembles de cordes en direct, joués par Mike Shinoda. La chanson est écrite dans la tonalité de si majeur, la première tonalité majeure que le groupe ait jamais utilisée. Le refrain est basé sur la très courante progression I-V-vi-IV (B, F♯, G♯m, E dans la tonalité de si majeur). Sur les couplets, la progression des accords est la moins courante vi-V-IV-IV (G♯m, F♯/A♯, E, E). La fin de la version album de la chanson, qui est un morceau instrumental, est fondue dans le début de "What I've Done". C'est le deuxième morceau le plus long de l'album. Mike Shinoda ne chante que les lignes "Sometimes beginnings aren't so simple, sometimes goodbye's the only way" et les trois derniers refrains "And the shadow of the day will embrace the world in grey, and the sun will set for you" avec un ton de voix différent mais avec la même note de la partie de Chester.
Lors de la tournée Projekt Revolution, Chester Bennington jouait de la guitare tout en chantant les paroles à la fin de la chanson. Ces occasions sont très rares pour le groupe, puisque Brad Delson est le guitariste principal et que Mike Shinoda joue généralement la deuxième partie de la guitare, mais Shinoda joue généralement les claviers à la place. Cependant, ce n'est pas la première chanson sur laquelle Bennington joue de la guitare, puisque "It's Goin' Down" a également été interprétée avec Bennington à la guitare. Plus tard, Bennington jouera également de la guitare rythmique sur les performances live de "Iridescent". Il jouera également de la guitare rythmique sur des performances live de quelques chansons de l'album One More Light avant sa mort en juillet 2017.
La chanson a été remasterisée pour iTunes en 2013, avec un nouvel arrangement de cordes.

## Clip vidéo
Le clip fut dirigé par Joe Hahn, le DJ du groupe. Chester Bennington le chanteur, se réveille et va au-dehors. La vidéo prend place dans un monde déchiré par la guerre, où le chaos de masse est arrivé jusque dans les rues de la ville. Il y a beaucoup de violence à ce moment avec la police et de nombreux coups de feu. Des panaches de fumée peuvent être vus dans le ciel. Des soldats et des policiers anti-émeute tentent de retenir des civils. Vers la fin de la vidéo, une voiture est incendiée et éclate en flammes tandis que plusieurs personnes prennent place dans l'émeute, jettent des cocktails molotov sur la police. Un homme jette tout à coup une bouteille d'alcool sur une voiture et la voiture prend feu, Chester se trouve alors en face de la voiture en flammes, tout en regardant désespérément le carnage qui l'entoure. Il se tourne alors vers les flammes, et la vidéo devient un écran noir.
Il existe une version alternative où, à la fin du clip, on voit Chester Bennington se faire tirer dessus.
On peut retrouver cette chanson dans le dernier film de Stephen Chbosky Le monde de Charlie ou encore en musique récurrente de la série Sense8.

## Performance commerciale
La chanson a été classée avant sa sortie dans le classement américain Modern Rock Tracks. Elle a fait ses débuts dans le classement américain Bubbling Under Hot 100 Singles à la 18e place, ce qui équivaut à la 118e place. Deux semaines plus tard, il a débuté au Hot 100 à la 89e place, et a finalement atteint la 15e place, devenant ainsi le deuxième tube du groupe à figurer dans le top 20 du classement après Minutes to Midnight. Il a également atteint la deuxième place du classement Modern Rock (empêché par le tube des Foo Fighters "Long Road to Ruin"), et la sixième place du classement Mainstream Rock. La semaine où "Shadow of the Day" a atteint les vingt premières places du classement Modern Rock, Linkin Park est devenu l'un des six groupes à avoir simultanément trois chansons dans les vingt premières places du classement, puisque "Bleed It Out" était numéro deux et "What I've Done" numéro 13. U2, R.E.M., Foo Fighters, Kings of Leon et Muse sont les cinq autres groupes à avoir accompli cet exploit. Dans le classement Pop Songs, la chanson est devenue l'un des seuls succès de Linkin Park dans le top 10 avec "Numb" et "In the End", où elle a atteint la neuvième place. "Shadow of the Day" a également été un succès dans le classement Billboard Adult Top 40, où elle a atteint le top 10 à la sixième place, devenant ainsi la première chanson de Linkin Park à le faire dans ce classement. En juin 2014, la chanson s'est vendue à 1 977 000 exemplaires aux États-Unis.
"Shadow of the Day" a également connu un grand succès dans de nombreuses autres régions du monde. Elle a atteint le top 20 dans plus de 15 pays, notamment en Australie (au numéro 15), au Canada (au numéro 12), en France (au numéro 20), en Allemagne (au numéro 12), en Nouvelle-Zélande (au numéro 13), au Portugal (au numéro 18), en Suède (au numéro 20) et en Suisse (au numéro 11), entre autres. Cependant, la chanson n'a pas eu de succès au Royaume-Uni, où elle s'est classée à la 46e place, le single le moins bien classé du groupe dans ce pays jusqu'à ce que "Leave Out All the Rest" atteigne la 90e place.